# Irmina Rzeźnicka

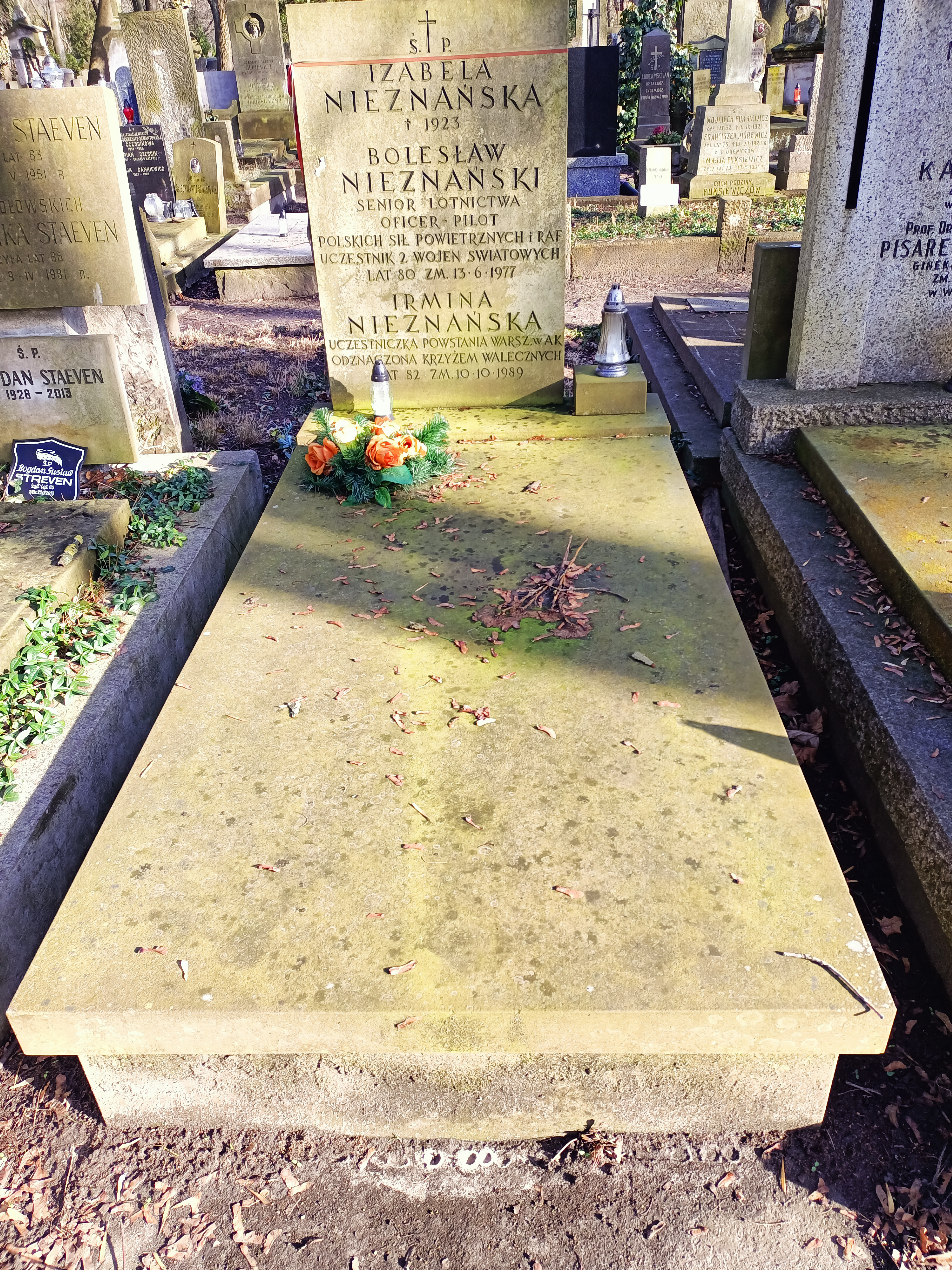
Grób Irminy Nieznańskiej Rzeźnickiej na Cmentarzu Powązkowskim

Irmina Rzeźnicka, po mężu Nieznańska (ur. 31 października 1907 w Warszawie, zm. 10 października 1989 tamże) – polska wszechstronna lekkoatletka, wielokrotna mistrzyni i rekordzistka Polski. Uczestniczyła w powstaniu warszawskim w szeregach Armii Krajowej, za co otrzymała Krzyż Walecznych. Została pochowana na cmentarzu Powązkowskim w Warszawie (kwatera 214-6-22). Była żoną Bolesława Nieznańskiego, oficera pilota (zm. 1977 w wieku 80 lat).

## Kariera sportowa
Specjalizowała się w biegach sprinterskich; na 60 metrów, 100 m, biegała również w sztafecie 4 × 100 m. Uprawiała skok w dal, a także skok wzwyż. Była zawodniczką Polonii Warszawa do 1922 r. oraz Warszawianki od 1923 r.
Na mistrzostwach Polski seniorów na otwartym stadionie zdobyła siedem medali w tym; trzy złotych, trzy srebrne oraz jeden brązowy.
Na mistrzostwach Polski w 1922 zdobyła dwa srebrne medale - w biegu na 60 metrów i w skoku w dal. Podczas mistrzostw Polski w Warszawie (1923) zdobyła pięć medali oraz ustanowiła dwa rekordy Polski; w biegu na 100 m (14,1 s.) oraz w skoku w dal (4,35 m).
Siedmiokrotnie poprawiała rekord Polski w różnych konkurencjach, w tym w biegu na 60 metrów, biegu na 100 metrów (14,4 s. - 24.07.1923; 14,1 s. - 26.08.1923), sztafecie 4 × 100 metrów i skoku w dal (4,35 m - 25.08.1923). W 1923 r. była uważana za najlepszą lekkoatletkę Warszawy.

## Rekordy życiowe
| Konkurencja        | Data i miejsce             | Wynik     |
| ------------------ | -------------------------- | --------- |
| bieg na 60 metrów  | 25 sierpnia 1923, Warszawa | 8,6       |
| bieg na 100 metrów | 26 sierpnia 1923, Warszawa | 14,1 (NR) |
| skok w dal         | 25 sierpnia 1923, Warszawa | 4,35 (NR) |
| skok wzwyż         | 25 sierpnia 1923, Warszawa | 1,21      |